# Membranofon hangszerek
A membranofon hangszerek a kifeszített bőrfelület vagy rezgő hártya rezgése útján megszólaltatott hangszerek összefoglaló elnevezése.
Legismertebb formájuk a dob, a mirlitonok, amelyek a hangszercsalád kisebb csoportját képezik.
A mirliton fúvós hangszerekhez hasonló csövében a befújt levegő rezegteti meg a membránt.
A mirliton nem hangkeltésre, csupán hangszínezésre való. Általában ismert a fésűre szorított cigarettapapír, ami ajkainkra fektetve a rádúdolt hangot zizegővé, élesebbé teszi.
Régebbi hagyománya van a nádmirlitonnak („nádduda”): arasznyi hosszú, mindkét végén nyitott nádcső, melynek egyik oldaláról, késsel óvatosan faragva, a cső kemény falát eltávolították, hogy csak az összefüggő vékony hártya maradt. A dallamot a cső végébe kell beledúdolni. Felnőttek ritkán, inkább gyermekek használják.
A membranofonok közé tartozik még a köcsögduda is mint kísérő hangszer.
Ezek a népi hangszerek hólyaggal vagy bőrrel bevont, bekötött szájú, kisebb-nagyobb vödörnagyságú fa-, cserép-, fémedények (köcsögök, újabban akár nagyobb konzervdoboz is), amelyeknek feszes dobja középre arasznyi nádszál vagy pár arasznyi lószőrcsomó van erősítve. Ezt ujjal vagy kézzel húzogatva szólaltatják meg a hangszert.